# Miroslava Mincheva
Miroslava Mincheva (en búlgaro: Мирослава Минчева; 26 de agosto de 1999) es una deportista búlgara que compite en tiro, en la modalidad de pistola. Ganó dos medallas en el Campeonato Europeo de Tiro de 2025, oro en pistola 10 m y bronce en pistola 10 m.

## Palmarés internacional
| Campeonato Europeo | Campeonato Europeo    | Campeonato Europeo | Campeonato Europeo |
| Año                | Lugar                 | Medalla            | Prueba             |
| ------------------ | --------------------- | ------------------ | ------------------ |
| 2025               | Osijek (Croacia)      | Medalla de bronce  | Pistola 10 m       |
| 2025               | Châteauroux (Francia) | Medalla de oro     | Pistola 25 m       |